# NGC 358
NGC 358 је тројна звезда у сазвежђу Касиопеја која се налази на NGC листи објеката дубоког неба.
Деклинација објекта је + 62° 1' 16" а ректасцензија 1h 5m 10,8s. Привидна величина (магнитуда) објекта NGC 358 износи 12,2.